# Comunicazione pubblica
Intorno al termine comunicazione pubblica sono nate associazioni professionali, si discutono contratti di lavoro, si organizzano convegni e fiere di settore. Settore specialistico della comunicazione, è un campo dai confini incerti, anche se prevale quello della comunicazione da parte degli Enti pubblici.
In Italia è coordinata dal Dipartimento per l'informazione e l'editoria della presidenza del Consiglio dei ministri.

## L'esperienza italiana
Generalmente vengono utilizzate due diverse strategie di definizione, una più restrittiva, focalizzata sul soggetto della comunicazione, e una più estensiva, focalizzata sull'oggetto.

### Definizione soggettiva
Secondo la prima strategia, è comunicazione pubblica ogni forma di comunicazione che proviene dalla pubblica amministrazione. In questo caso, l'unico problema è definire i confini del settore pubblico.
Mentre può essere abbastanza semplice stabilire quali soggetti sono “enti pubblici”, in quanto determinati dalla legge, può essere invece difficile allargare la definizione di pubblica amministrazione a tutte le realtà appartenenti al cosiddetto “parastato”. Queste ultime – aziende erogatrici di servizi pubblici, imprese partecipate da capitale pubblico, ecc. – spesso condividono molte più caratteristiche con il settore privato che con quello pubblico, eppure spesso partecipano appieno al sistema degli attori istituzionali della comunicazione pubblica.

### Definizione oggettiva
Secondo l'altra strategia, il comune denominatore delle diverse forme di comunicazione pubblica è l'oggetto, che consisterebbe nell'interesse generale della materia trattata. In questo caso, sotto l'ombrello di comunicazione pubblica risiedono almeno tre differenti fenomeni, in parte sovrapposti:
1. la comunicazione istituzionale cioè dell'istituzione pubblica, che coincide sostanzialmente con il primo senso (quello soggettivo) del termine comunicazione pubblica;[2]
2. la comunicazione sociale (o di solidarietà sociale) portata avanti da numerosi soggetti pubblici e privati con lo scopo di sensibilizzare l'opinione pubblica circa problemi sociali riconosciuti da tutti e le cui soluzioni, in via di principio, sono condivise (vedi anche "pubblicità sociale");
3. la comunicazione politica, portata avanti da partiti, movimenti e altre organizzazioni di rappresentanza politica, con lo scopo di costruire il consenso e influenzare le scelte del governo su temi controversi.[3]

Oltre a queste forme di comunicazione esterna, vi è la comunicazione interna, che prepara, promuove e accompagna i processi di modificazione, adattamento e trasformazione degli assetti organizzativi e gestionali all'interno degli enti ed assume, pertanto, un fondamentale valore strategico, funzionale ad una nuova cultura aziendale.

## L'esperienza di altri Paesi
In entrambi i casi, si tratta di una definizione molto diversa da quella anglosassone, dove public communication è vista come sinonimo ora di political communication ora di pubbliche relazioni, nel senso più largo del tema.
La specificità della definizione deriva soprattutto dal fatto che in Italia sull'argomento si è avviata una riflessione specifica, al confine tra le scienze della comunicazione, dell'amministrazione, dell'organizzazione e del diritto, che ha portato a sviluppi originali sia sul piano scientifico che su quello pratico.

## Le implicazioni della comunicazione pubblica
Tutte queste definizioni, però, non sono sufficienti a cogliere le implicazioni del concetto di comunicazione per la pubblica amministrazione. Una simile riflessione non sarebbe stata possibile senza un collegamento al problema più generale di riforma della macchina amministrativa e di ripensamento del rapporto fra cittadini ed istituzioni.
Le implicazioni di questa riflessione possono essere colte solo se si riconosce dietro al concetto di comunicazione pubblica l'idea di flussi informativi bidirezionali tra cittadini e pubblica amministrazione. Si tratta di un'idea non scontata, specialmente alla luce della storia della pubblica amministrazione in Italia.
La comunicazione pubblica, dunque, si realizza solo laddove c'è un'autentica interazione, a due vie, tra cittadini e Stato. Laddove c'è solo il monologo dell'istituzione pubblica potremo avere uno Stato che comunica, magari nel senso deteriore del termine propaganda, ma non avremo comunicazione pubblica.
Da questa semplice considerazione discende lo stretto collegamento tra comunicazione pubblica e uso delle nuove tecnologie nella pubblica amministrazione – entrambe finalizzate a costruire questi flussi bidirezionali – così come tra queste e i processi di riforma dell'istituzione pubblica volti a migliorarne l'efficienza e l'efficacia in rapporto ai cittadini.

## Il ruolo del comunicatore pubblico
La figura del comunicatore pubblico in Italia è stata legittimata dalla legge 150/2000, che istituisce gli URP e norma gli uffici stampa pubblici, e quindi approfondita nei successivi regolamenti. In passato, ricordiamo invece che, le attività di comunicazione e informazione svolte nell'ambito della pubblica amministrazione, erano affidate a personale interno non abilitato a tale esercizio. La norma, , oltre ad indirizzare le amministrazioni su come gestire le attività di informazione e comunicazione, indica anche quale debba essere il ruolo di colui che è deputato a gestire i flussi di comunicazione esterni e interni di una pubblica amministrazione. Il comunicatore ha, infatti, potere di coordinamento, promozione e sviluppo di progetti che interessano le attività di comunicazione e informazione, nel rispetto dei principi di trasparenza, partecipazione e di tutela dei dati.
Per svolgere attività di informazione, secondo la legge 150/2000, deve però essere iscritto all'Ordine dei giornalisti.

### Normativa
- n. 67 del 1987 "Rinnovo della legge 5 agosto 1981, n. 416, recante disciplina delle imprese editrici e provvidenze per l'editoria"
- n. 142 del 1990 "Ordinamento delle autonomie locali"
- n. 223 del 1990 "Disciplina del sistema radiotelevisivo pubblico e privato" (detta Legge Mammì)
- n. 241 del 1990 "Nuove norme in materia di procedimento amministrativo e di diritto di accesso ai documenti amministrativi"
- n. 29 del 1993 "Razionalizzazione della organizzazione delle Amministrazioni pubbliche e revisione della disciplina in materia di pubblico impiego, a norma dell'articolo 2 della legge 23 ottobre 1992, n. 421"
- del Presidente del Consiglio dei Ministri 27 gennaio 1994[collegamento interrotto] "Princìpi sull'erogazione dei servizi pubblici"
- n. 150 del 2000 "Disciplina delle attività di informazione e di comunicazione delle pubbliche amministrazioni"
- n. 112 del 2004 "Norme di principio in materia di assetto del sistema radiotelevisivo e della RAI - Radiotelevisione italiana S.p.A., nonché delega al Governo per l'emanazione del testo unico della radiotelevisione" (detta Legge Gasparri)
- n. 109 25 giugno 2005 "Disposizioni urgenti per lo sviluppo e la coesione territoriale, nonché per la tutela del diritto d'autore, e altre misure urgenti" (conversione del decreto-legge 26 aprile 2005, n. 63)